# Katytermus
Katytermus är ett släkte av steklar. Katytermus ingår i familjen bracksteklar.
Kladogram enligt Catalogue of Life:
| Katytermus | \| \| Katytermus gutianensis \| \| \| \| \| \| Katytermus palmicola \| \| \| \| |
|            | \| \| Katytermus gutianensis \| \| \| \| \| \| Katytermus palmicola \| \| \| \| |
|            | Katytermus gutianensis                                                          |
|            |                                                                                 |
|            | Katytermus palmicola                                                            |
|            |                                                                                 |